# Monaco (banda)
Monaco fue una banda de britpop formada en Mánchester, Inglaterra, en 1996 y separada en 2001. La banda la componían el bajista Peter Hook (quien también formó parte de Joy Division y New Order) junto al cantante y músico David Potts.

## Historia

### "Music For Pleasure" y éxito
Cuando el grupo Revenge formado por Peter Hook (originalmente bajista de Joy Division y New Order, quienes se encontraban separados a mediados de los 90, donde cada miembro estaba enfocado haciendo proyectos alternos) se desmembró, Hooky poco tiempo después formó un nuevo proyecto junto al miembro restante de la agrupación, el guitarrista David Potts, bautizando al dúo como Monaco en 1996. 
Su primer álbum, Music For Pleasure, lanzado al año siguiente bajo el sello Polydor Records, llegó a vender medio millón de copias; el éxito llegó en parte gracias al éxito del primer sencillo, "What Do You Want From Me?", y en parte porque hacían música similar a New Order. Esta concordancia se deriva de tres cosas:
- Su estilo era cercano al dance-rock-pop, justo como el estilo de música de New Order.
- Hook usaba su reconocible estilo al tocar justo como en los tiempos con New Order.
- El timbre vocal de Potts sonaba muy parecido al del vocalista de New Order, Bernard Sumner.

En 1998 el grupo participaría en un disco tributo a The Bee Gees, grabando su propia versión del "You Should Be Dancing". Además se presentarían en el Festival de Glastonbury y en el Festival de Reading en las ediciones de ese mismo año.

### Segundo álbum y fracaso
En 1999, la banda regresaría al estudio a grabar su segundo material, titulado Monaco; sin embargo Polydor Records rechazó el disco, debido a los radicales cambios en las tendencias de la música de la época. Papillon Records aceptó el disco y en el año 2000 el álbum es lanzado en Reino Unido.
A pesar de que el disco obtuvo críticas favorables, fue publicado prácticamente sin promoción alguna, incluso el primer sencillo "I've Got A Feeling" fue cancelado en el Reino Unido debido a problemas con los permisos para usar un sample en uno de los lados b del sencillo. El disco posteriormente fue descatalogado y actualmente se ha convertido en un objeto de coleccionista y alcanza precios elevados en Amazon.com y eBay.

### Separación y actualidad
Tras un "desastroso concierto en el Eclipse Festival" del año 2000, las tensiones entre el dúo aumentaron, entonces Potts y Hook se tomaron un descanso indefinido, tras el regreso de Hooky para grabar el disco de regreso con New Order en 2001, y que finalmente derivó en su separación. 
Tras el deceso del dúo, David Potts formó la banda RAM, la cual pasó algo desapercibida y también estuvo cerca de entrar a los también ingleses Oasis como guitarrista (donde decidió al final no permanecer por 2 cosas: el miedo a ser despedido pronto por los Hermanos Gallagher -cosa que es muy conocida de ellos-, y porque "quería ser su propio jefe" (al final Andy Bell tomó ese puesto), pero hoy en día se encuentra persiguiendo una carrera en solitario, de la cual ya lanzó un disco, "Coming Up For Air" en 2007. 
Por su parte Peter Hook regresó a las filas del reformado New Order en 2001 para lanzar en ese año "Get Ready" y posteriormente "Waiting for The Sirens Call" en 2005. En 2007 Hook salió de la banda y comenzó el proyecto Freebass junto a los bajistas Mani y Andy Rourke (de Stone Roses/Primal Scream y The Smiths respectivamente), y el cantante Gary Briggs de Haven. Con ellos editó el EP "Two Worlds Collide" y el álbum "It's A Beautiful Life" en 2010, ambos lanzados independientemente en su sitio web. 
A la par de su trabajo con distintas bandas, Hook ha incursionado como empresario creando un derivaje del famoso club The Haçienda, llamándolo FAC 251 - The Factory, teniendo como local el viejo lugar donde el club original estaba. También ha realizado presentaciones como DJ presentando su catálogo con las bandas donde ha participado, así como uno que otro clásico de la Era Madchester, a veces compartiendo mesas junto a Underworld y 808 State. También escribió un libro sobre The Haçienda, publicado en 2009.
Después del éxito de las reediciones de los discos de Revenge en 2005, Hooky anunció que él y Potts estaban trabajando en reediciones similares de los discos de Monaco para su publicación en 2007, plan que se canceló poco después.
El dúo se reunió no oficialmente en 2002 donde dieron una presentación, pero el grupo regresaría en octubre de 2007, únicamente para un solo concierto en el Oxfam Charity, donde alternaron con el baterista de sesión original Paul Kehoe y el hijo de Peter, Jack. También alternaron en febrero de 2008 en el concierto del Manchester vs Cancer en la MEN Arena de esa ciudad con la misma alineación. En los shows David interpretó un poco de su material como solista, así como Hook también interpretó clásicos de Joy Division y New Order.

## Discografía

### Álbumes
- Music for Pleasure (1997) (Polydor Ltd)
- Monaco (2000) (Papillon Records)

### Sencillos
- "What Do You Want From Me?"
- "Sweet Lips"
- "Shine"
- "I’ve Got a Feeling" (no lanzado en el Reino Unido)
- "See-Saw" (lanzado como vinilo promocional)

- Datos: Q1943982